# ایر کاستاریکا
ایر کاستاریکا (به انگلیسی: Air Costa Rica) یک شرکت هواپیمایی است که در تاریخ ۲۰۱۵ میلادی تأسیس شده و در تاریخ ۱ دسامبر ۲۰۱۵ فعالیتش را آغاز کرده‌است. دفتر مرکزی ایر کاستاریکا در سان خوزه، کاستاریکا واقع شده‌است و قطب این شرکت هواپیمایی در فرودگاه بین‌المللی خوآن سانتاماریا قرار دارد.